# Bayon-sur-Gironde

Bayon-sur-Gironde este o comună în departamentul Gironde din sud-vestul Franței. În 2009 avea o populație de 712 de locuitori.

## Evoluția populației
| An        | 1975 | 1982 | 1990 | 1999 | 2006 | 2009 |
| --------- | ---- | ---- | ---- | ---- | ---- | ---- |
| Populație | 746  | 736  | 747  | 747  | 706  | 712  |